# Kageaki Kawamura

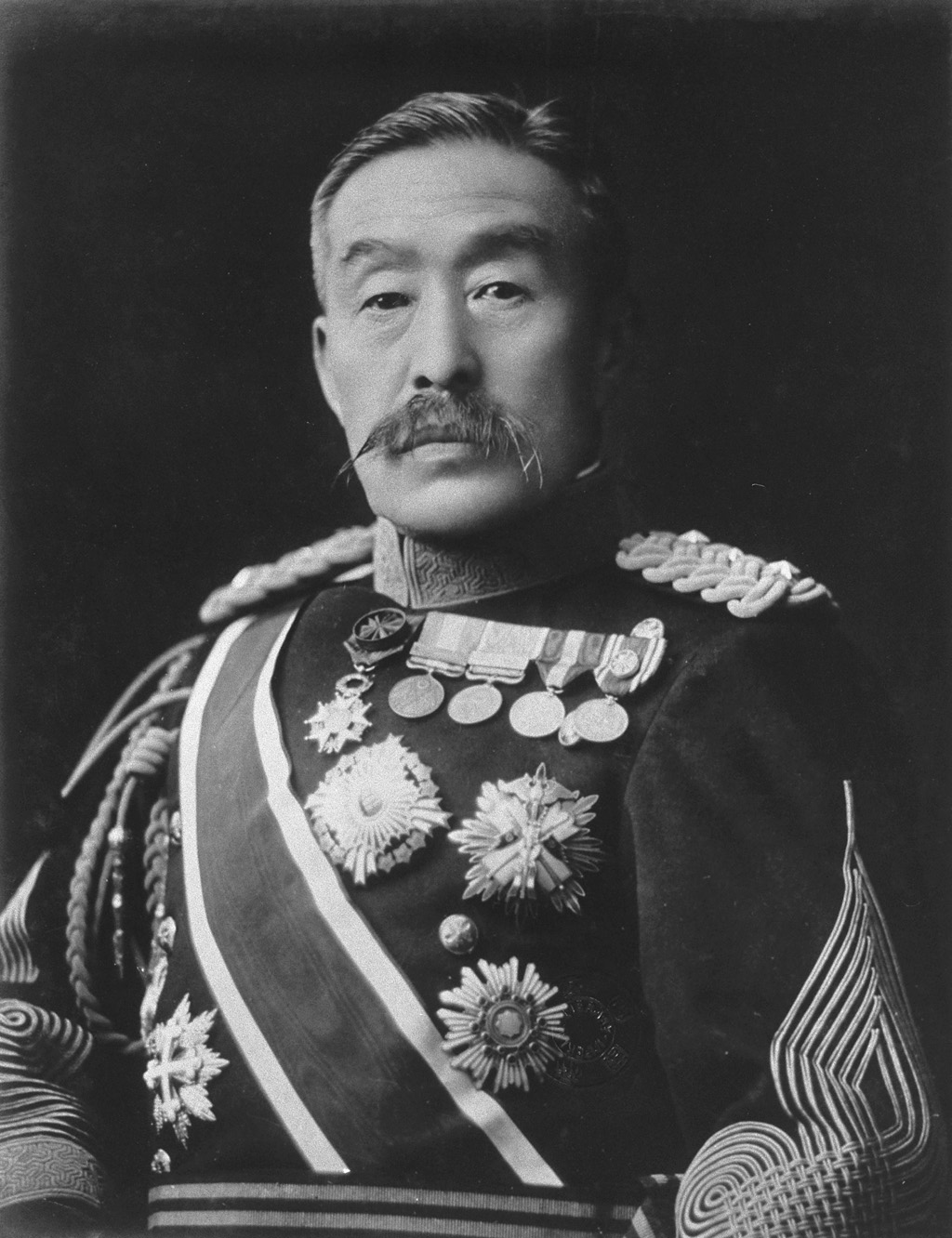
Visconde Kageaki Kawamura

 Kageaki Kawamura  (川村 景明, Kawamura Kageaki, 8 de abril de 1850 — 28 de abril de 1926) foi um marechal-de-campo do Exército Imperial Japonês.

## Biografia
Kawamura nasceu em Kagoshima no Han Satsuma. Lutou como samurai na Guerra anglo-satsuma e fez parte das forças de seu han na Guerra Boshin para derrubar o Xogunato Tokugawa. Após a Restauração Meiji ele foi indicado ao cargo de comandante da Guarda Imperial e também participou da repressão de algumas revoltas como a Rebelião Hagi e a Rebelião Satsuma.
Kawamura liderou a divisão da Guarda Imperial na Primeira guerra sino-japonesa em Taiwan. Terminada a guerra ele foi enobrecido pelo Imperador Meiji com título de danshaku (barão) sob o sistema de nobreza kazoku.
Na Guerra russo-japonesa, Kawamura substituiu Fushimi Sadanaru como comandante da 10ª Divisão e serviu de maneira notável na Batalha do Rio Yalu (1904) e na Batalha de Mukden. Com a vitória japonesa, Kawamura teve seu título elevado a shishaku (visconde).
Terminada a guerra, Kawamura foi chefe da Guarnição de Tóquio e em 1916 tornou-se marechal-de-campo.

## Honrarias
- Ordem do Papagaio Dourado
- Ordem do Sol Nascente
- Grã-cruz da Ordem Suprema do Crisântemo.

### Livros
- Dupuy, Trevor N. (1992). Encyclopedia of Military Biography. [S.l.]: I B Tauris & Co Ltd. ISBN 1-85043-569-3
- Jansen, Marius B. (1986). Japan in Transition: From Tokugawa to Meiji. [S.l.]: Princeton University Press. ISBN 1-85043-569-3
- Jansen, Marius B. (2000). The Making of Modern Japan. [S.l.]: Balknap Press. ISBN 0674009916
- Keane, Donald (2005). Emperor Of Japan: Meiji And His World, 1852-1912. [S.l.]: Columbia University Press. ISBN 0231123418